# Sciades masbatensis
Sciades masbatensis là một loài bọ cánh cứng trong họ Cerambycidae.